# Phyllanthus ridleyanus
Phyllanthus ridleyanus är en emblikaväxtart som beskrevs av Airy Shaw. Phyllanthus ridleyanus ingår i släktet Phyllanthus och familjen emblikaväxter. Inga underarter finns listade i Catalogue of Life.